# Athena (yacht)
Pour les articles homonymes, voir Athena.
L’Athena est un yacht à voile aurique de trois mâts fabriqué par le chantier naval néerlandais Royal Huisman (en) en 2004 pour James H. Clark (né en 1944), un informaticien et entrepreneur américain ayant fait fortune lors de la bulle Internet.
Clark avait acheté un sloop de 47,4 mètres de long, l’Hyperion, à la Royal Huisman Shipyard en 1998. Alors que la construction de ce bateau allait s'achever, James H. Clark commença à en vouloir un bien plus grand, qui pourrait inclure un théâtre, une bibliothèque, plus d'espace d'accueil et plus de possibilités de navigation.
L’Athena a été le gagnant du Show Boats International Award dans la catégorie du meilleur yacht à voile de plus de 40 mètres en 2004.
Il était disponible auparavant à la location pour 500 000 dollars par semaine mais ne l'est plus depuis octobre 2007 (il se trouvait alors à Cairns, en Australie).